# Одрі Ґонья
Одрі Ґонья (30 жовтня 2002 , Ле-Нуармон, Юра ) — швейцарська стрільчиня, бронзова призерка Олімпійських ігор 2024 року.

## Виступи на Олімпіадах
| Олімпіада  | Дисципліна                       | Місце |
| ---------- | -------------------------------- | ----- |
| Париж 2024 | пневматична гвинтівка, 10 метрів | 3     |

## Зовнішні посилання
- Одрі Ґонья на сайті ISSF (англійська)
- Одрі Ґонья на сайті Olympics.com (англійська)